# Breitfussia chartacea
Breitfussia chartacea är en svampdjursart som först beskrevs av Jenkin 1908.  Breitfussia chartacea ingår i släktet Breitfussia och familjen Jenkinidae. Inga underarter finns listade i Catalogue of Life.